# Großer Preis von San Marino 1984
Der Große Preis von San Marino 1984 (offiziell 4o Gran Premio di San Marino) fand am 6. Mai auf dem Autodromo Dino Ferrari in Imola statt und war das vierte Rennen der Formel-1-Weltmeisterschaft 1984.

## Berichte

### Hintergrund
Nachdem der neue Arrows A7 mit BMW-Turbomotor während des Großen Preises von Belgien von Thierry Boutsen erstmals eingesetzt worden war, erhielt nun dessen Teamkollege Marc Surer die Gelegenheit, den Wagen im Rennen zu testen.
Osella setzte ausnahmsweise einen zweiten Wagen ein. Neben dem FA1F des Stammfahrers Piercarlo Ghinzani wurde ein FA1E mit herkömmlichem Saugmotor für den österreichischen Debütanten Jo Gartner gemeldet.
Andrea de Cesaris bestritt seinen 50. Grand Prix, Riccardo Patrese seinen 100.

### Training
Nachdem sich am Wochenende zuvor während des Trainings in Zolder die Goodyear-Reifen als überlegen erwiesen hatten, qualifizierten sich in Imola mit Nelson Piquet und Alain Prost zwei Michelin-Fahrer für die ersten beiden Startplätze. Der mit Goodyear-Reifen ausgestattete Keke Rosberg folgte auf dem dritten Platz vor Derek Warwick, Niki Lauda, René Arnoux, Manfred Winkelhock und Eddie Cheever.
Beide Qualifikationstrainings fanden bei feuchten Wetterbedingungen statt. Da die Strecke jedoch im Verlauf des Samstags abtrocknete, unterboten die meisten Piloten während der Schlussphase des letzten Trainings ihre zuvor erzielten Bestzeiten.
Ein Streit zwischen dem Team Toleman und dem Reifenausstatter Pirelli vor dem ersten Qualifikationstraining sowie Motorprobleme während des zweiten Durchgangs führten dazu, dass Ayrton Senna zum ersten und einzigen Mal in seiner Formel-1-Karriere die Qualifikation für einen Grand Prix verfehlte.

### Rennen
Prost gelang es, kurz nach dem Start vor Piquet in Führung zu gehen. Rosberg und Lauda fielen während der ersten Runde zurück, sodass Warwick als Drittplatzierter vor Arnoux und Winkelhock die erste Runde beendete. In der Tosa-Kurve kollidierte Patrick Tambay mit Cheever und schied aus. Aufgrund eines Reifenschadens infolge der Kollision musste Cheever zwar die Box ansteuern, konnte das Rennen jedoch nach erfolgtem Reifenwechsel auf dem letzten Platz liegend fortsetzen.
In der dritten Runde fiel Winkelhock hinter Michele Alboreto zurück. Bis zum elften Umlauf gelangte Lauda wieder bis auf den sechsten Rang nach vorn. Zwei Runden später lag er auf dem vierten Platz, nachdem er Alboreto und Arnoux überholt hatte, schied jedoch in Runde 16 aufgrund eines Motorschadens aus.
In Runde 22 übernahm Warwick kurz den zweiten Rang von Piquet, bevor dieser in der 26. Runde erfolgreich konterte. Während diese beiden Piloten das Rennen ohne Boxenstopp absolvierten, ließ Prost zwischenzeitlich seine Reifen wechseln. Er führte allerdings derart souverän, dass er seine Spitzenposition trotz des Stopps durchgehend verteidigte. Arnoux, der ebenfalls mit neuen Reifen unterwegs war, konnte deren Vorteile in der zweiten Hälfte des Rennens nutzen, indem er in der 40. Runde an Warwick vorbeizog. Als Piquet in Runde 49 aufgrund eines Schadens am Turbolader aufgeben musste, gelangte der Franzose auf den zweiten Rang.
Warwick verlor während der Runden 50 und 51 zwei weitere Positionen an de Cesaris und Elio de Angelis. Beide schieden aufgrund von Kraftstoffmangel gegen Ende des Rennens aus, wobei de Cesaris aufgrund seiner zurückgelegten Distanz als Dritter hinter Prost und Arnoux gewertet wurde. Warwick belegte den vierten Platz vor Stefan Bellof und Boutsen, nachdem auch Cheever in der 58. Runde ohne Benzin liegen geblieben war.
Als das Tyrrell-Team gegen Ende der Saison von der Weltmeisterschaft ausgeschlossen wurde, rückten alle Piloten, die nach Bellof das Ziel erreicht hatten, um einen Platz auf. Somit erhielt nachträglich de Cesaris einen WM-Punkt.

## Meldeliste
| Team                            | Nr. | Fahrer             | Chassis         | Motor                       | Reifen |
| ------------------------------- | --- | ------------------ | --------------- | --------------------------- | ------ |
| MRD International               | 01  | Nelson Piquet      | Brabham BT53    | BMW M12/13 1.5 L4t          | M      |
| MRD International               | 02  | Teo Fabi           | Brabham BT53    | BMW M12/13 1.5 L4t          | M      |
| Tyrrell Racing Organisation     | 03  | Martin Brundle     | Tyrrell 012     | Ford Cosworth DFY 3.0 V8    | G      |
| Tyrrell Racing Organisation     | 04  | Stefan Bellof      | Tyrrell 012     | Ford Cosworth DFY 3.0 V8    | G      |
| Williams Grand Prix Engineering | 05  | Jacques Laffite    | Williams FW09   | Honda RA163-E 1.5 V6t       | G      |
| Williams Grand Prix Engineering | 06  | Keke Rosberg       | Williams FW09   | Honda RA163-E 1.5 V6t       | G      |
| Marlboro McLaren International  | 07  | Alain Prost        | McLaren MP4/2   | TAG/Porsche TTE PO1 1.5 V6t | M      |
| Marlboro McLaren International  | 08  | Niki Lauda         | McLaren MP4/2   | TAG/Porsche TTE PO1 1.5 V6t | M      |
| Skoal Bandit Formula 1 Team     | 09  | Philippe Alliot    | RAM 02          | Hart 415T 1.5 L4t           | P      |
| Skoal Bandit Formula 1 Team     | 10  | Jonathan Palmer    | RAM 02          | Hart 415T 1.5 L4t           | P      |
| John Player Team Lotus          | 11  | Elio de Angelis    | Lotus 95T       | Renault EF4 1.5 V6t         | G      |
| John Player Team Lotus          | 12  | Nigel Mansell      | Lotus 95T       | Renault EF4 1.5 V6t         | G      |
| Team ATS                        | 14  | Manfred Winkelhock | ATS D7          | BMW M12/13 1.5 L4t          | P      |
| Équipe Renault Elf              | 15  | Patrick Tambay     | Renault RE50    | Renault EF4 1.5 V6t         | M      |
| Équipe Renault Elf              | 16  | Derek Warwick      | Renault RE50    | Renault EF4 1.5 V6t         | M      |
| Barclay Nordica Arrows BMW      | 17  | Marc Surer         | Arrows A7       | BMW M12/13 1.5 L4t          | G      |
| Barclay Nordica Arrows BMW      | 18  | Thierry Boutsen    | Arrows A6       | Ford Cosworth DFV 3.0 V8    | G      |
| Toleman Group Motorsport        | 19  | Ayrton Senna       | Toleman TG183B  | Hart 415T 1.5 L4t           | P      |
| Toleman Group Motorsport        | 20  | Johnny Cecotto     | Toleman TG183B  | Hart 415T 1.5 L4t           | P      |
| Spirit Racing                   | 21  | Mauro Baldi        | Spirit 101B     | Hart 415T 1.5 L4t           | P      |
| Benetton Team Alfa Romeo        | 22  | Riccardo Patrese   | Alfa Romeo 184T | Alfa Romeo 890T 1.5 V8t     | G      |
| Benetton Team Alfa Romeo        | 23  | Eddie Cheever      | Alfa Romeo 184T | Alfa Romeo 890T 1.5 V8t     | G      |
| Osella Squadra Corse            | 24  | Piercarlo Ghinzani | Osella FA1F     | Alfa Romeo 890T 1.5 V8t     | P      |
| Osella Squadra Corse            | 30  | Jo Gartner         | Osella FA1E     | Alfa Romeo 1260 3.0 V12     | P      |
| Ligier Loto                     | 25  | François Hesnault  | Ligier JS23     | Renault EF4 1.5 V6t         | M      |
| Ligier Loto                     | 26  | Andrea de Cesaris  | Ligier JS23     | Renault EF4 1.5 V6t         | M      |
| Scuderia Ferrari SpA SEFAC      | 27  | Michele Alboreto   | Ferrari 126C4   | Ferrari 031 1.5 V6t         | G      |
| Scuderia Ferrari SpA SEFAC      | 28  | René Arnoux        | Ferrari 126C4   | Ferrari 031 1.5 V6t         | G      |

## Klassifikationen

### Qualifying
| Pos. | Fahrer             | Konstrukteur        | Qualifikationstraining 1 | Qualifikationstraining 1 | Qualifikationstraining 2 | Qualifikationstraining 2 | Start |
| Pos. | Fahrer             | Konstrukteur        | Zeit                     | Ø-Geschwindigkeit        | Zeit                     | Ø-Geschwindigkeit        | Start |
| ---- | ------------------ | ------------------- | ------------------------ | ------------------------ | ------------------------ | ------------------------ | ----- |
| 01   | Nelson Piquet      | Brabham-BMW         | 1:35,493                 | 190,003 km/h             | 1:28,517                 | 204,978 km/h             | 01    |
| 02   | Alain Prost        | McLaren-TAG-Porsche | 1:35,687                 | 189,618 km/h             | 1:28,628                 | 204,721 km/h             | 02    |
| 03   | Keke Rosberg       | Williams-Honda      | 1:37,024                 | 187,005 km/h             | 1:29,418                 | 202,912 km/h             | 03    |
| 04   | Derek Warwick      | Renault             | 1:36,706                 | 187,620 km/h             | 1:29,682                 | 202,315 km/h             | 04    |
| 05   | Niki Lauda         | McLaren-TAG-Porsche | 1:38,021                 | 185,103 km/h             | 1:30,325                 | 200,875 km/h             | 05    |
| 06   | René Arnoux        | Ferrari             | 1:38,389                 | 184,411 km/h             | 1:30,411                 | 200,684 km/h             | 06    |
| 07   | Manfred Winkelhock | ATS-BMW             | 1:47,362                 | 168,998 km/h             | 1:30,723                 | 199,993 km/h             | 07    |
| 08   | Eddie Cheever      | Alfa Romeo          | 1:42,731                 | 176,617 km/h             | 1:30,843                 | 199,729 km/h             | 08    |
| 09   | Teo Fabi           | Brabham-BMW         | 1:37,594                 | 185,913 km/h             | 1:30,950                 | 199,494 km/h             | 09    |
| 10   | Riccardo Patrese   | Alfa Romeo          | 1:40,439                 | 180,647 km/h             | 1:31,163                 | 199,028 km/h             | 10    |
| 11   | Elio de Angelis    | Lotus-Renault       | 1:38,423                 | 184,347 km/h             | 1:31,173                 | 199,006 km/h             | 11    |
| 12   | Andrea de Cesaris  | Ligier-Renault      | 1:36,613                 | 187,801 km/h             | 1:31,256                 | 198,825 km/h             | 12    |
| 13   | Michele Alboreto   | Ferrari             | 1:47,919                 | 168,126 km/h             | 1:31,282                 | 198,769 km/h             | 13    |
| 14   | Patrick Tambay     | Renault             | 1:36,250                 | 188,509 km/h             | 1:31,663                 | 197,942 km/h             | 14    |
| 15   | Jacques Laffite    | Williams-Honda      | 1:41,891                 | 178,073 km/h             | 1:32,600                 | 195,940 km/h             | 15    |
| 16   | Marc Surer         | Arrows-BMW          | 1:42,046                 | 177,802 km/h             | 1:33,063                 | 194,965 km/h             | 16    |
| 17   | François Hesnault  | Ligier-Renault      | 1:40,356                 | 180,796 km/h             | 1:33,186                 | 194,707 km/h             | 17    |
| 18   | Nigel Mansell      | Lotus-Renault       | 1:38,363                 | 184,460 km/h             | 1:34,477                 | 192,047 km/h             | 18    |
| 19   | Johnny Cecotto     | Toleman-Hart        | keine Zeit               | –                        | 1:35,568                 | 189,854 km/h             | 19    |
| 20   | Thierry Boutsen    | Arrows-Ford         | 1:40,920                 | 179,786 km/h             | 1:36,018                 | 188,965 km/h             | 20    |
| 21   | Stefan Bellof      | Tyrrell-Ford        | 1:39,765                 | 181,867 km/h             | 1:36,059                 | 188,884 km/h             | 21    |
| 22   | Martin Brundle     | Tyrrell-Ford        | 1:41,123                 | 179,425 km/h             | 1:36,531                 | 187,960 km/h             | 22    |
| 23   | Philippe Alliot    | RAM-Hart            | 1:43,132                 | 175,930 km/h             | 1:36,733                 | 187,568 km/h             | 23    |
| 24   | Mauro Baldi        | Spirit-Hart         | 1:41,403                 | 178,930 km/h             | 1:36,916                 | 187,214 km/h             | 24    |
| 25   | Jonathan Palmer    | RAM-Hart            | 1:53,014                 | 160,546 km/h             | 1:37,262                 | 186,548 km/h             | 25    |
| 26   | Jo Gartner         | Osella-Alfa Romeo   | 1:50,979                 | 163,490 km/h             | 1:38,948                 | 183,369 km/h             | 26    |
| DNQ  | Piercarlo Ghinzani | Osella-Alfa Romeo   | 1:40,790                 | 180,018 km/h             | 2:05,421                 | 144,665 km/h             | –     |
| DNQ  | Ayrton Senna       | Toleman-Hart        | keine Zeit               | –                        | 1:41,585                 | 178,609 km/h             | –     |

### Rennen
| Pos. | Fahrer             | Konstrukteur        | Runden | Stopps | Zeit        | Start | Schnellste Runde |
| ---- | ------------------ | ------------------- | ------ | ------ | ----------- | ----- | ---------------- |
| 01   | Alain Prost        | McLaren-TAG-Porsche | 60     | 1      | 1:36:53,679 | 02    | 1:33,580         |
| 02   | René Arnoux        | Ferrari             | 60     | 1      | + 13,416    | 06    | 1:33,373         |
| 03   | Elio de Angelis    | Lotus-Renault       | 59     | 1      | DNF         | 11    | 1:34,525         |
| 04   | Derek Warwick      | Renault             | 59     | 0      | + 1 Runde   | 04    | 1:36,000         |
| 05   | Thierry Boutsen    | Arrows-Ford         | 59     | 0      | + 1 Runde   | 20    | 1:38,430         |
| 06   | Andrea de Cesaris  | Ligier-Renault      | 58     | 0      | DNF         | 12    | 1:34,415         |
| 07   | Eddie Cheever      | Alfa Romeo          | 58     | 1      | DNF         | 08    | 1:35,849         |
| 08   | Mauro Baldi        | Spirit-Hart         | 58     | 0      | + 2 Runden  | 24    | 1:39,404         |
| 09   | Jonathan Palmer    | RAM-Hart            | 57     | 1      | + 3 Runden  | 25    | 1:37,472         |
| –    | Philippe Alliot    | RAM-Hart            | 53     | 1      | DNF         | 23    | 1:38,199         |
| –    | Johnny Cecotto     | Toleman-Hart        | 52     | 2      | DNF         | 19    | 1:38,208         |
| –    | Nelson Piquet      | Brabham-BMW         | 49     | 0      | DNF         | 01    | 1:33,275 (48.)   |
| –    | Teo Fabi           | Brabham-BMW         | 49     | 0      | DNF         | 09    | 1:35,534         |
| –    | Jo Gartner         | Osella-Alfa Romeo   | 47     | 0      | DNF         | 26    | 1:40,949         |
| –    | Marc Surer         | Arrows-BMW          | 40     | 0      | DNF         | 16    | 1:37,089         |
| –    | Manfred Winkelhock | ATS-BMW             | 31     | 0      | DNF         | 07    | 1:37,319         |
| –    | Michele Alboreto   | Ferrari             | 24     | 0      | DNF         | 13    | 1:36,053         |
| –    | Niki Lauda         | McLaren-TAG-Porsche | 15     | 0      | DNF         | 05    | 1:34,686         |
| –    | Jacques Laffite    | Williams-Honda      | 12     | 0      | DNF         | 15    | 1:38,517         |
| –    | Riccardo Patrese   | Alfa Romeo          | 7      | 0      | DNF         | 10    | 1:39,389         |
| –    | Nigel Mansell      | Lotus-Renault       | 2      | 0      | DNF         | 18    | 1:41,622         |
| –    | Keke Rosberg       | Williams-Honda      | 2      | 0      | DNF         | 03    | 1:39,769         |
| –    | Patrick Tambay     | Renault             | 0      | 0      | DNF         | 14    | –                |
| –    | François Hesnault  | Ligier-Renault      | 0      | 0      | DNF         | 17    | –                |
| DSQ  | Stefan Bellof      | Tyrrell-Ford        | 59     | 1      | + 1 Runde   | 21    | 1:36,095         |
| DSQ  | Martin Brundle     | Tyrrell-Ford        | 55     | 1      | DNF         | 22    | 1:37,013         |

Anmerkungen
1. 1 2  Aufgrund von Verstößen gegen das Reglement wurden das Team Tyrrell sowie die Fahrer Brundle und Bellof im September 1984 rückwirkend für die gesamte Saison 1984 disqualifiziert. Zudem wurde dem Team die Teilnahme an den letzten drei Rennen des Jahres untersagt.

## WM-Stände nach dem Rennen
Die ersten sechs des Rennens bekamen 9, 6, 4, 3, 2 bzw. 1 Punkt(e). In der Fahrerwertung wurden die besten elf Resultate, in der Konstrukteurswertung alle Resultate gewertet.

### Fahrerwertung
| Pos. | Fahrer            | Konstrukteur        | Punkte |
| ---- | ----------------- | ------------------- | ------ |
| 01   | Alain Prost       | McLaren-TAG-Porsche | 24     |
| 02   | Derek Warwick     | Renault             | 13     |
| 03   | René Arnoux       | Ferrari             | 10     |
| 04   | Elio de Angelis   | Lotus-Renault       | 10     |
| 05   | Michele Alboreto  | Ferrari             | 9      |
| 06   | Niki Lauda        | McLaren-TAG-Porsche | 9      |
| 07   | Keke Rosberg      | Williams-Honda      | 9      |
| 08   | Eddie Cheever     | Alfa Romeo          | 3      |
| 09   | Riccardo Patrese  | Alfa Romeo          | 3      |
| 10   | Thierry Boutsen   | Arrows-Ford         | 3      |
| 11   | Andrea de Cesaris | Ligier-Renault      | 3      |
| 12   | Patrick Tambay    | Renault             | 2      |
| 13   | Ayrton Senna      | Toleman-Hart        | 2      |
| 14   | Marc Surer        | Arrows-Ford         | 0      |

| Pos. | Fahrer             | Konstrukteur      | Punkte |
| ---- | ------------------ | ----------------- | ------ |
| 15   | Mauro Baldi        | Spirit Hart       | 0      |
| 16   | Jonathan Palmer    | RAM-Hart          | 0      |
| 17   | Nelson Piquet      | Brabham-BMW       | 0      |
| 18   | François Hesnault  | Ligier-Renault    | 0      |
| –    | Nigel Mansell      | Lotus-Renault     | 0      |
| –    | Teo Fabi           | Brabham-BMW       | 0      |
| –    | Piercarlo Ghinzani | Osella-Alfa Romeo | 0      |
| –    | Philippe Alliot    | RAM-Hart          | 0      |
| –    | Johnny Cecotto     | Toleman-Hart      | 0      |
| –    | Jacques Laffite    | Williams-Honda    | 0      |
| –    | Manfred Winkelhock | ATS-BMW           | 0      |
| –    | Jo Gartner         | Osella-Alfa Romeo | 0      |
| DSQ  | Stefan Bellof      | Tyrrell-Ford      | 3      |
| DSQ  | Martin Brundle     | Tyrrell-Ford      | 2      |

### Konstrukteurswertung
| Pos. | Konstrukteur        | Punkte |
| ---- | ------------------- | ------ |
| 01   | McLaren-TAG-Porsche | 33     |
| 02   | Ferrari             | 19     |
| 03   | Renault             | 14     |
| 04   | Lotus-Renault       | 10     |
| 05   | Williams-Honda      | 9      |
| 06   | Alfa Romeo          | 6      |
| 07   | Arrows-Ford         | 3      |
| 08   | Ligier-Renault      | 3      |

| Pos. | Konstrukteur      | Punkte |
| ---- | ----------------- | ------ |
| 09   | Toleman-Hart      | 2      |
| 10   | Spirit-Hart       | 0      |
| 11   | RAM-Hart          | 0      |
| 12   | Brabham-BMW       | 0      |
| –    | Osella-Alfa Romeo | 0      |
| –    | ATS-BMW           | 0      |
| DSQ  | Tyrrell-Ford      | 5      |

Anmerkungen
1. ↑  Tyrrell wurde im September 1984 wegen Reglementverstoßes aus der Weltmeisterschaft ausgeschlossen; Auslöser waren verbotene Wassertanks, die nach jedem Grand Prix befüllt wurden und auf diese Weise für ein Untergewicht während der Rennen sorgten.